# Дублінський регламент II
Дублінський регламент II (раніше Дублінська конвенція) — європейський регламент, який визначав державу-члена Європейського Союзу, відповідальну за розгляд запиту на надання притулку відповідно до Женевської конвенції (ст. 51) в Європейському Союзі. Він був реформований у червні 2013 року Дублінським регламентом III.

## Основні риси
Цей юридичний текст Співтовариства є наріжним каменем Дублінської системи, включно з Дублінським регламентом і Регламентом Eurodac, який створює загальноєвропейську базу даних біометричних даних (відбитків пальців) заявників, які вже зареєстровані з усіх країн-членів, і робить можливим виявлення тих, хто вже подав заявку.
Дублінський регламент II спрямований на «швидке визначення держави-члена, відповідальної [за заяву про надання притулку]», і передбачає передачу шукача притулку цій державі-члену. Зазвичай відповідальною державою-членом є держава, через яку шукач притулку вперше в’їхав до ЄС.
У 2003 році було прийнято Дублінський регламент II, який де-факто замінив Дублінську конвенцію, яка визначала компетенцію у питаннях надання притулку між різними країнами та замінила відповідні положення Конвенції про імплементацію Шенгену. Дублінська конвенція встановлює критерії щодо країни, компетентної розглядати заяву (наприклад, держава, з якою заявник має найбільше родинних зв’язків, або перша європейська держава, до якої він прибув) і забороняє заявнику подавати заяви про надання притулку в кількох державах. Європейського Союзу. Дублінська конвенція була підписана в Дубліні, Ірландія, 15 червня 1990 року та набула чинності 1 вересня 1990 року для перших дванадцяти підписантів (Бельгія, Данія, Франція, Німеччина, Греція, Франція, Італія, Люксембург, Нідерланди, Португалія, Іспанія та Велика Британія), 1 жовтня 1997 р. для Австрії та Швеції та 1 січня 1998 р. для Фінляндії. Договір також було поширено на деякі країни за межами Союзу: Ісландію та Норвегію. Переговори про поширення їх на Швейцарію були завершені 14 травня 2004 року, за умови проведення обов'язкового референдуму, швейцарці прийняли це під час всенародного голосування 5 червня 2005 року з 54,8% «за»; він набрав чинності 12 грудня 2008 року.
3 грудня 2008 року Європейська комісія запропонувала внести зміни до Дублінського регламенту, таким чином створивши можливість для реформування Дублінської системи. Дублінський регламент III набув чинності 19 липня 2013 року та застосовується з 1 січня 2014 року.

## Цілі
Одна з головних цілей Дублінського регламенту полягає в тому, щоб завадити заявнику подавати заяви в кількох державах-членах (покупка притулку). Іншою метою є зменшення кількості шукачів притулку, які перевозяться з країни-члена в країну-член. Однак, оскільки країна, куди особа вперше прибула, відповідає за розгляд її заяви про надання притулку, це створює надмірний тиск на прикордонні райони, де держави рідше можуть запропонувати підтримку та захист шукачам притулку. Наразі особи, передані згідно з Дублінським законодавством, не завжди можуть отримати доступ до процедури надання притулку.

## Думки
За даними Європейської ради у справах біженців і вигнанців та УВКБ ООН, поточна система не гарантує справедливого, ефективного та ефективного захисту. І ECRE, і УВКБ ООН неодноразово стверджували, що нормативні акти ЄС втручаються в права та особисте благополуччя шукачів притулку, включаючи право на справедливу оцінку їхньої заяви про надання притулку та, у відповідних випадках, на ефективний захист. Подібним чином ця система призведе до нерівного розподілу заяв про надання притулку між державами-членами та виразить відсутність солідарності між членами Союзу.
Застосування цих правил може серйозно затримати подання запитів і може призвести до того, що вони не будуть почуті. Серед причин, які викликають занепокоєння, – використання затримання для примусової передачі шукачів притулку з держави, де вони подали заяву, до держави, яка вважається компетентною (передача в Дубліні), розділення сімей і відмова в ефективній можливості оскарження передачі. Дублінська система також посилює тиск на зовнішні прикордонні регіони ЄС, звідки більшість шукачів притулку в’їжджає до ЄС і де держави часто не в змозі запропонувати підтримку та захист шукачам притулку.
Після того, як ECRE, УВКБ ООН та інші неурядові організації відкрито розкритикували систему надання притулку в Греції, включаючи відсутність захисту та догляду за дітьми без супроводу, кілька країн призупинили передачу шукачів притулку в Греції відповідно до Дублінського регламенту II. У лютому 2008 року Норвегія оголосила про припинення передачі будь-яких шукачів притулку до Греції відповідно до Дублінського регламенту II; у вересні він відмовився і оголосив, що трансфери до Греції будуть ґрунтуватися на індивідуальних оцінках. У квітні 2008 року Фінляндія оголосила про подібну ініціативу. Німеччина та Швеція обмежили призупинення передачі дітей без супроводу.
Регламент також критикує комісар Ради Європи з прав людини, який вважає, що він перешкоджає правам біженців.